# Köpek – Geschichten aus Istanbul
Köpek – Geschichten aus Istanbul (Originaltitel: Köpek) ist ein Episodenfilm der türkisch-schweizerischen Regisseurin Esen Işık aus dem Jahr 2015. In den Hauptrollen spielen Oğuzhan Sancar, Beren Tuna und Çağla Akalın. Das Langfilm-Regiedebüt der Regisseurin Işik premierte am Zurich Film Festival 2015 und gewann den Schweizer Filmpreis 2016 für den besten Film und die beste Darstellerin (Beren Tuna).
Der Film ist der italienischen Künstlerin Pippa Bacca gewidmet, die auf ihrer 'Friedensreise', die sie per Anhalter und im Brautkleid von Mailand nach Jerusalem führen sollte, am Stadtrand von Istanbul vergewaltigt und ermordet wurde.

## Inhalt
Ein Tag in Istanbul, drei parallel erzählte Handlungsstränge:
Anstatt in die Schule zu gehen, verkauft der zehnjährige Cemo Papiertaschentücher auf der Strasse, um seine Familie zu unterstützen. Er findet einen verwaisten Hund und nimmt ihn mit, um ihn zu pflegen. Durch den Hund kommt er schliesslich mit dem angebeteten Mädchen aus gutem Hause ins Gespräch, wird aber von einem Wachmann verscheucht.
Hayat ist mit einem misstrauischen und gewalttätigen Mann verheiratet. Als sich ihre totgeglaubte Jugendliebe meldet, trifft sie sich mit ihm in einem Teehaus. Obwohl nichts weiter geschieht, muss sie sich bei ihrer Rückkehr vor ihrem Ehemann erklären.
Die transsexuelle Prostituierte Ebru muss sich ständig homophober Beleidigungen und Übergriffe erwehren. Sie kämpft mit allen Mitteln dafür, ihren früheren Freund wiederzugewinnen. Dieser hat sich jedoch für ein bürgerliches Leben und eine andere Frau entschieden.

## Kritik
„Es ist zutiefst ergreifend, mit wie viel Gefühl die Regisseurin ihre Alltagsgeschichten von enttäuschter Liebe erzählt, die in der Atmosphäre urbaner Kälte in brutale Gewalt münden. Ein pessimistisches Bild der türkischen Metropole zeichnet Işık, deren Schönheit die Protagonisten nur aus der Ferne, wie von Postkartenbildern, erahnen können. Ein wuchtiges Werk von grosser Unmittelbarkeit.“

„[…] metaphorisch so stark und leicht wie die mutwilligen Brisen über dem Bosporus, die all diesen Menschen irgendeinmal übers Gesicht streichen, in die Haare, in ihr unfreies Leben, ihre Sehnsucht.“

„Obwohl ihre Figuren eher symbolischen Charakter haben, sind sie feinfühlig und liebevoll gezeichnet. Dass sie gar eine erstaunliche emotionale Tiefe und grosses Sympathiepotenzial entwickeln, ist zum grossen Teil den Darstellern geschuldet.“

## Auszeichnungen
- Schweizer Filmpreis 2016 an Esen Işık für den besten Film[7]
- Schweizer Filmpreis 2016 an Beren Tuna für die beste Darstellerin[8]
- Schweizer Filmpreis 2016 (Spezialpreis der Akademie) an Guido Keller für die beste Tonmischung[9]

## Festivals & Nominationen
- Schweizer Filmpreis 2016: Nominiert in weiteren Kategorien:[10]
  - Bestes Drehbuch (Esen Işık)
  - Beste Kamera (Gabriel Sandru)
  - Beste Filmmusik (Marcel Vaid)
- European Film Awards 2016, Offizielle Auswahl (EFA Feature Film Selection)[11]
- 51. Solothurner Filmtage 2016 (Nominiert für Publikumspreis)[12]
- 15. International Independent Film Festival Istanbul, 2016
- Pembe Hayat Kuir Festival Ankara 2016
- 31. Festival Internacional de Cine en Guadalajara 2016, Mexiko (Ehrengast)[13]
- Zurich Film Festival 2015: Nominiert in der Kategorie 'Fokus Schweiz, Deutschland, Österreich'[14]
- Internationales Filmfest Braunschweig 2015: Nominiert für den 'Heinrich' (Publikumspreis)[15]